# Elroy Kromheer
Elroy Kromheer (Amsterdam, 15 januari 1970) is een Nederlands voormalig voetballer. Hij stond onder contract bij FC Volendam, Motherwell FC, PEC Zwolle, Reading FC en 1. FC Nürnberg.

## Statistieken
| Seizoen | Club           | Land      | Competitie              | Wed. | Goals |
| ------- | -------------- | --------- | ----------------------- | ---- | ----- |
| 1989/90 | FC Volendam    | Nederland | Eredivisie              | 19   | 2     |
| 1990/91 | FC Volendam    | Nederland | Eredivisie              | 23   | 2     |
| 1991/92 | FC Volendam    | Nederland | Eredivisie              | 30   | 3     |
| 1992/93 | Motherwell FC  | Schotland | Scottish Premier League | 24   | 1     |
| 1993/94 | FC Volendam    | Nederland | Eredivisie              | 24   | 1     |
| 1994/95 | FC Volendam    | Nederland | Eredivisie              | 32   | 1     |
| 1995/96 | FC Volendam    | Nederland | Eredivisie              | 28   | 2     |
| 1996/97 | FC Zwolle      | Nederland | Eerste divisie          | 30   | 4     |
| 1997/98 | FC Zwolle      | Nederland | Eerste divisie          | 32   | 0     |
| 1998/99 | Reading FC     | Engeland  | First Division          | 24   | 0     |
| 1999/00 | 1. FC Nürnberg | Duitsland | 2. Bundesliga           | 12   | 0     |
| Totaal  | Totaal         | Totaal    | Totaal                  | 208  | 14    |